# Лео Райт
Ле́о Райт (англ. Leo Wright, повне ім'я Ле́о Неш Райт, англ. Leo Nash Wright; 12 грудня 1933, Вічита-Фоллс, Техас — 4 січня 1991, Відень, Австрія) — американський джазовий саксофоніст (альт), флейтист і кларнетист.

## Біографія
Народився 12 грудня 1933 року у Вічита-Фоллс, штат Техас. Його батько грав на альт-саксофоні з Boots and His Buddies. Під час Другої світової війни вчився грати у свого батька в Каліфорнії. Повернувшись до Техасу для закінчення школи, навчався у Джона Гарді. Відвідував коледж Гастон-Тіллітсон та Університет штату Каліфорнія в Сан-Франциско; потім грав з Сондерсом Кінгом у Сан-Франциско.
Переїхав до Нью-Йорка, де грав з Чарльзом Мінгусом. В серпні 1959 році став учасником відомого квінтету Діззі Гіллеспі. У 1960 році записав свій найвідоміший альбом Blues Shout на лейблі Atlantic разом з гуртом, до якого увійшли окрім нього, піаніст Джуніор Менс, ударник Чарлі Персіп, басист Арт Девіс і трубач Річард Вільямс. 
У 1962 році, коли Гіллеспі розпустив свій квінтет, вирішив залишитися в Європі. Грав з Кенні Берреллом, Глорією Коулмен, і трохи разом зі своїм власним квінтетом. У 1962—63-х записувався з Лало Шифріном, Джеком Мак-Даффом, Джиммі Візерспуном, Джонні Коулсом, Антоніо Карлосом Жобімом, Бобом Брукмеєром.
Після гастролів в Європі в 1963 році, в основному виступав в Скандинавії. Пізніше працював на Blue Note в Берліні, Німеччина, де і згодом оселився. Став музикантом штатного гурту в клубі Dug's і Radio Free Berlin Studio Band, в якому виступав упродовж десяти років. Записувався з Георгом Грунтцом (1965), Лі Конітцом (1968). Переїхав до Австрії. Грав і записувався з Редом Гарлендом в Keystone Corner в Сан-Франциско (1978). Фактично завершив музичну кар'єру у 1979 році, однак у 1986 році виступив на декількох концертах у складі Paris Reunion Band, до якого також увійшли корнетист Нет Еддерлі і піаніст Кенні Дрю.
В подальші роки і до самої смерті грав й записувався зі своєю дружиною, співачкою Еллі Райт. Його автобіографія, «Бог — мій антрепенер», була опублікована посмертно у видавництві Bayou Press наприкінці 1991 року. Свій останній запис зробив на альбомі своє дружини Listen to My Plea. Помер 4 січня 1991 року у Відні у віці 57 років.

## Дискографія
- Blues Shout (Atlantic, 1960)
- Suddenly the Blues (Atlantic, 1961)
- Soul Talk (Vortex, 1963)
- Modern Jazz Studio Number 4 (Amiga, 1965 [1970])
- Flute + Alto — Sax (Amiga, 1965 [1967])
- Alto Summit (MPS, 1968) з Лі Коніцем, Поні Пойндекстером і Філом Вудсом
- It's All Wright (MPS, 1972)
- Evening Breeze (Roulette, 1977)
- New Horn in Town/Blues Shote (Fresh Sound, 2012)